# Conocephalus basutoanus
Conocephalus basutoanus är en insektsart som beskrevs av Lucien Chopard 1955. Conocephalus basutoanus ingår i släktet Conocephalus och familjen vårtbitare. Inga underarter finns listade i Catalogue of Life.
Arten förekommer endemisk i södra Lesotho och angränsande delar av Sydafrika. Den vistas i bergstrakter som är minst 2000 meter höga. Regionen är täckt av gräs.
På grund av den begränsade utbredningen är arten känslig för betande djur, extrema väderförhållanden och bränder. Populationens storlek är okänd. IUCN listar arten som starkt hotad (EN).